# 永田正吉
永田 正吉（ながた まさよし）は、安土桃山時代の武将。徳川家康の家臣。

## 略歴
後に永井氏となる長田氏の支流とする説もあるが不明。遠江山名郡新貝村に120石を領し、同村の八幡宮の神主を務めていた。元亀元年（1570年）遠江に入った徳川家康に仕える。以後、徳川軍の軍事行動に際し幾度と兵糧米を供出したため、家康に称された。また案内役として従軍して遠江平定に転戦し、家康より太郎馬の名乗りを与えられる。
天正10年（1582年）家康が甲斐を得ると、石和の代官に任命され、鎌田郷の御殿番に任じられた。後に洪水によって領民が飢えた際、家康の許可を得て私蔵の米を分け与えた。これにより和田郷に所領を与えられた。後年、伊奈忠次とともに甲斐の検地を命じられたが、その途上で病に罹ったために引き返し、富士山の麓あたりで死去した。家督は婿養子の正次が継承したが、家名は正次の実家の大草氏となった。

## 逸話
ある時、徳川軍が浜松城へ帰陣する際、一言坂で武田勢と行き合った事があった。正吉は家康のすぐそばに控えていたため、すぐに飛び出して黒い鍋状の兜の兵を討ち取り、武田勢を追い払った。家康はこれを賞し、そのとき敵兵を斬った同田貫正国作の刀を「鍋割」と名付けたという。
太田川に架かる三ヶ野橋は当時仮橋であり、一度洪水が起きればたちまち流されてしまう危険があった。そこで正吉は資材を投じて板橋を架けた。この橋は江戸時代に至るまで往来に用いられている。また家康が太田川辺りに遊んだ際、座興として藁束を抱えて川に飛び込み、水中で馬沓を作ってみせた。この場所を後に太郎馬淵と呼ぶようになったという。